# Demon
Demon v religiji, folklori in mitologiji predstavlja nadnaravno bitje, ki je večinoma označeno kot zlobni duh. Običajno je opisan kot težko obvladljiva pojava, ki jo je mogoče priklicati z uroki. »Dobri« demoni so pretežno literarna domena preteklega stoletja. V splošnem ima demon nravstveno negativni prizvok.
Starogrški koncept demona (δαίμων daímon) se pojavi v delih Platona in drugih antičnih avtorjev, vendar brez konotacij zlobe, ki jih lahko najdemo v Septuaginti in v grških originalih Nove zaveze. V nekaterih kulturah današnjega dne so demoni še vedno strašljivi v kontekstu popularnega vraževerja, predvsem zaradi njihove domnevne moči posedovanja človeške duše. S tem tvorijo pomemben koncept mnogih sodobnih religij in okultističnih tradicij.